# روان‌درمانی رهنمودی
روان درمانی رهنمودی (به انگلیسی: Psychagogy یا Direct Psychotherapy) اصطلاحی کلی برای هر رویکرد روان درمانی که بر ایجاد تغییر در درمانجو و رهنمود دادن به او برای تغییر متمرکز است. به‌طور کلی، این نوع درمان‌ها عبارتند از: هیپنوتیسم درمانی، درمان عقلانی-عاطفی و رفتار درمانی. به این روش درمان فعال (Active Therapy) نیز گفته می‌شود.